# Oracle Corporation
Oracle Corporation is een Amerikaans softwarebedrijf genoteerd aan de New York Stock Exchange. Oprichter Larry Ellison is voorzitter van het bedrijf. Het hoofdkantoor is gevestigd in Austin (Texas).

## Activiteiten
Oracle Corporation is een leverancier van software en cloudtechnologie. Het vergaarde bekendheid met zijn Oracle databasesysteem. Naast cloudtechnologie en databases is Oracle ook een van de grootste leveranciers van bedrijfssoftware verzameld onder de naam Oracle E-Business Suite (ERP-/CRM-pakket).
Het bedrijf heeft wereldwijd meer dan 160.000 werknemers in dienst, hiervan zijn er 58.000 actief in de Verenigde Staten. Het heeft zo'n 50.000 medewerkers die vooral bezig zijn met Onderzoek & Ontwikkeling. In 2024/25 werd twee derde van de omzet in de Verenigde Staten gerealiseerd en een kwart in Europa.
Het bedrijf heeft een gebroken boekjaar dat loopt tot en met 31 mei. Vanaf het boekjaar 2012 tot en met 2019 heeft het bedrijf nauwelijks omzetgroei gerealiseerd en de jaaromzet schommelde rond de US$ 37-39 miljard. Voor de nettowinst gold hetzelfde, deze lag tussen de US$ 9-11 miljard over deze acht jaren.
De belangrijkste productgroepen van Oracle Corporation zijn:
- Databases, o.a. Oracle 11g, Berkeley DB, InnoDB, Java DB, MySQL, Oracle Rdb, TimesTen.
- Developer Tools
- Oracle Fusion Middleware
- E-Business Suite (ERP/CRM-pakket)

### Open source
- Linux in het bedrijf - Oracle Database is nummer 1 als het om Linux gaat, met een marktaandeel van 82,6%, en Oracle Linux biedt met de unbreakable kernel kwaliteitsondersteuning voor Linux.
- Eclipse - Oracle is lid van de raad van bestuur en strategisch ontwikkelaar van Eclipse, en heeft Oracle TopLink gegeven aan de opensourcegemeenschap. Daarnaast levert Oracle ontwikkelaars en managers voor drie projecten van Eclipse: Dali JPA Tools, JavaServer Faces (JSF) en BPEL.
- Vereenvoudiging van de ontwikkeling van PHP.
- Open source - toolingprojecten - Oracle levert een bijdrage aan diverse toolingprojecten, zoals Project Trinidad (ADF Faces), Eclipse, Spring en SASH.
- Integratie in Berkeley DB - Berkeley DB van Oracle is de meest algemeen gebruikte open-sourcedatabase ter wereld; het aantal implementaties wordt geschat op meer dan 200 miljoen.
- InnoDB, ontwikkeld door Innobase Oy, een dochteronderneming van Oracle, en een transactional storage engine voor de populaire database MySQL.

## Geschiedenis

### Oprichting
Oracle werd opgericht in 1977 door Larry Ellison, Bob Miner en Ed Oates. De eerste naam waaronder zij handelden was Software Development Laboratories (SDL). In 1979 brachten zij de eerste commerciële relationele database uit en in dat jaar veranderde de bedrijfsnaam in Relational Software, Inc (RSI) om daarmee dichter bij het belangrijkste product te komen Oracle Database. In 1995 werd de naam weer gewijzigd in Oracle Corporation.
In januari 2005 nam het PeopleSoft over. PeopleSoft had zelf vlak daarvoor JDEdwards overgenomen. Daarna heeft Oracle zich in de CRM markt ingekocht via het opkopen van Siebel. In maart 2007 werd Hyperion ingelijfd en in april 2008 BEA Systems. In 2009 nam het bedrijf Sun Microsystems over voor US$ 7,4 miljard.
Op 13 augustus 2010 klaagde Oracle Google aan voor het overtreden van patenten met betrekking tot Java, dat Google gebruikt in zijn open source-besturingssysteem Android. Na de overname van Sun in 2009 heeft Oracle de Java technologie in handen gekregen en neemt hiermee een andere koers dan Sun tot dan toe met deze open programmeertaal voer. De ondersteuning van het besturingssysteem OpenSolaris is gestaakt. Google heeft aangegeven zich te gaan verweren tegen alle aanklachten. Op 23 mei heeft de jury unaniem geoordeeld dat Google met Android geen inbreuk maakt op 2 Java-patenten. Ook is volgens de meeste juryleden Googles gebruik van api's legitieme fair use.
In november 2016 nam Oracle het cloudsoftwarebedrijf NetSuite over. Oracle betaalde US$ 9,3 miljard of US$ 109 per aandeel NetSuite. Voor de overname had Larry Ellison met zijn familie al een groot minderheidsbelang in het bedrijf. Met de transactie wordt de cloudapplicaties van beide bedrijven versterkt. In 2016 behaalde Oracle zo’n 8% van de omzet met clouddiensten en heeft de ambitie dit aandeel te verhogen. NetSuite werd in 1998 opgericht en werkt vooral voor het Amerikaanse midden- en kleinbedrijf en voor middelgrote bedrijven.
In december 2021 maakte het een overnamebod bekend op het beursgenoteerde Cerner Corporation, een leverancier van softwarediensten aan ziekenhuizen en artsenpraktijken. Het bod is US$ 95 per aandeel of US$ 28,3 miljard in totaal. Toezichthouders moeten nog toestemming geven, maar Oracle verwacht de overname in 2022 af te ronden. Cerner is opgericht in 1980 en behaalde in 2020 een omzet van US$ 5,5 miljard en een nettowinst van US$ 0,8 miljard. Er zijn circa 26.000 medewerkers.
In 2022 is Oracle titelsponsor van Red Bull Racing.